# Belohina inexpectata
Belohina inexpectata ist die bisher einzige beschriebene Art der Käferfamilie der Belohinidae. 

## Merkmale

### Käfer
Die Käfer haben eine Körperlänge von 14 bis 16 Millimeter. Ihr Körper ist stark konvex und unbehaart. Der Kopf ist von oben betrachtet nicht vollständig vom Halsschild verdeckt. Die Facettenaugen haben keinen Canthus. Das membranöse Labrum ist unterhalb der Stirnplatte (Clypeus) verdeckt. Die Fühlerbasen sind von oben verdeckt. Die Fühler sind zehngliedrig und haben eine dreigliedrige becherförmige (cupuliforme) Keule. Die Mandibeln sind kurz und breit und haben eine einzelne Spitze. Sie sind mesial gekrümmt und haben keine Mola. An den Maxillen sind die Galea und die Lacinia deutlich ausgebildet. Die Einbuchtungen der Hüften (Coxen) der Vorderbeine sind innen offen. Die Schenkelringe (Trochanter) sind verdeckt, oder fehlen. Die Schienen (Tibien) der Vorderbeine haben einen oder mehrere deutliche Zähne oder Loben. An den Schienen der mittleren Beine befinden sich vor dem Apex schräge Rillen oder Kämme. Das Schildchen (Scutellum) ist gut entwickelt. Die Hinterflügel sind stark zurückgebildet oder fehlen. Es sind sechs sichtbare Sternite am Hinterleib ausgebildet. Das zweite ist ein seitliches Sternit und ist verdeckt, oder nur teilweise sichtbar. Die Tracheenöffnungen sind am ersten bis achten Segment in den Pleuralmembranen ausgebildet. Der Aedeagus der Männchen ist symmetrisch und hat zwei Loben.

## Verbreitung und Lebensweise
Die Käfer sind bisher nur von der Typusserie aus dem Süden Madagaskars bekannt, die im März gesammelt wurde. Die Lebensweise der Tiere ist wie auch die Larven gänzlich unbekannt.

## Taxonomie und Systematik
Renaud Maurice Adrien Paulian beschrieb die Gattung Belohina ursprünglich innerhalb der Blatthornkäfer (Scarabaeidae) und stellte sie in eine eigene Unterfamilie, die mit den Aphodiinae nahe verwandt sein sollte. Er erkannte jedoch schon damals Ähnlichkeiten im Aufbau des Aedeagus im Vergleich zu den Mistkäfern (Geotrupidae). Später stellte er die Gruppe in eine eigene Familie.

## Belege